# Аргинин
Аргини́н (2-амино-5-гуанидинпентановая кислота) — алифатическая основная α-аминокислота. Является одной из двух условно-незаменимых аминокислот (наряду с гистидином). Оптически активна, существует в виде L- и D- изомеров. L-Аргинин входит в состав пептидов и белков, особенно высоко содержание аргинина в основных белках — гистонах и протаминах (до 85 %). Новое исследование позволяет предположить, что чрезмерное потребление аргинина иммунными клетками, которые обычно защищают мозг, является причиной возникновения болезни Альцгеймера, т.к. возникает дефицит аргинина.

## Химические свойства

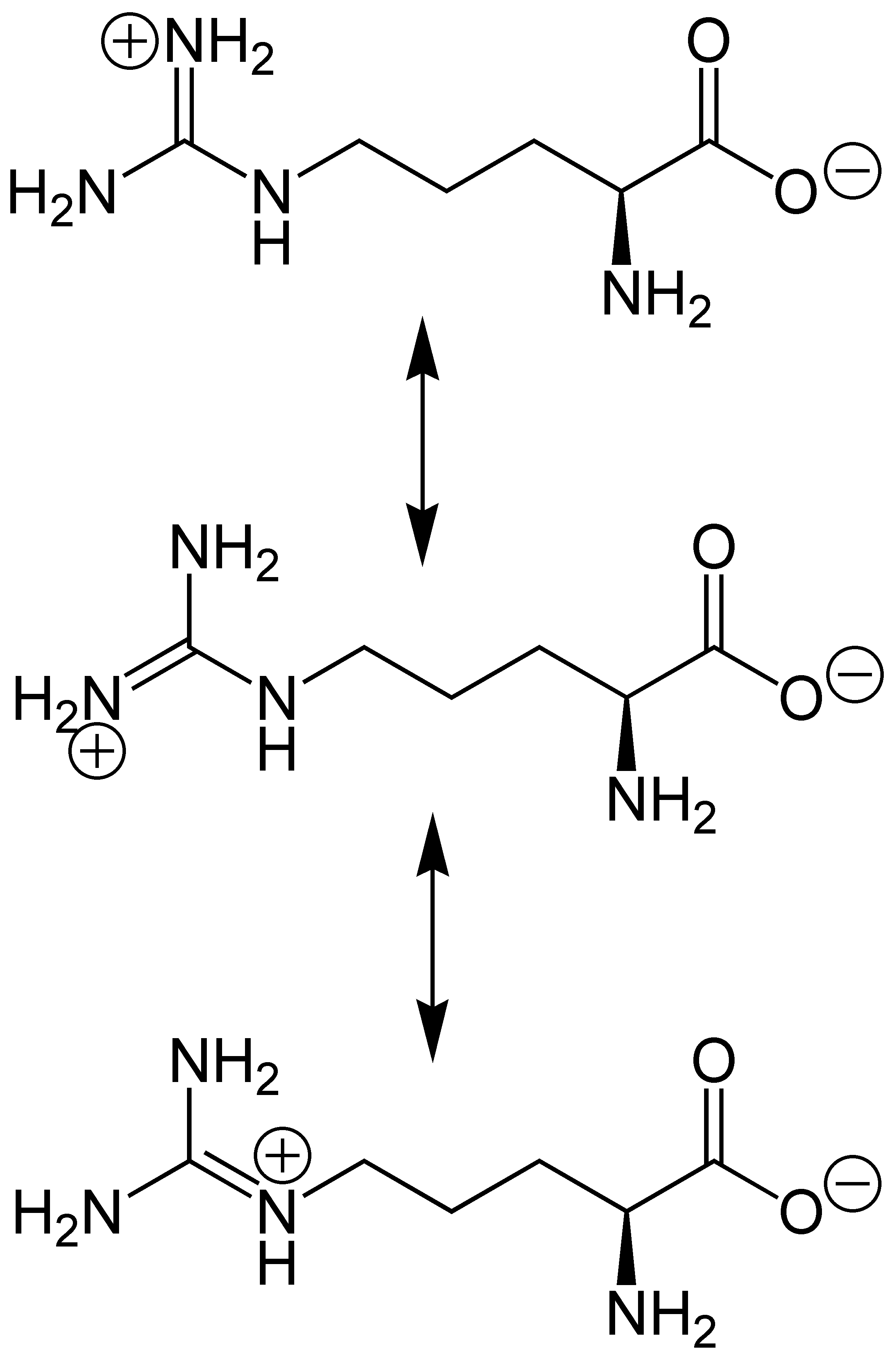
Цвиттер-ион аргинина

Аргинин является основной аминокислотой, несущей два основных центра: аминогруппу в α-положении и гуанидиновую в δ-положении. Гуанидиновая группа благодаря резонансной делокализации заряда при протонировании является сильно основной (pKa 12.48), находится в протонированной катионной форме при pH < 10 и способна образовывать множественные водородные связи. В слабощелочных и нейтральных растворах аргинин образует цвиттер-ион. Высокая основность аргинина и, соответственно, способность образовывать ионные связи с фосфатными группами ДНК, обуславливает образование нуклеопротеидов — комплексов гистон-ДНК хроматина и протамин-ДНК гетерохроматина сперматозоидов.

## Биологические свойства
Аргинин — в большинстве случаев незаменимая аминокислота. У взрослого и здорового человека аргинин может вырабатываться организмом. В то же время для детей и подростков, пожилых и больных людей эта аминокислота является действительно незаменимой, так как уровень её синтеза часто недостаточен. Биосинтез аргинина осуществляется из цитруллина под действием аргининсукцинатсинтазы и аргининсукцинатлиазы.
Аргинин является одним из ключевых метаболитов в процессах азотистого обмена (в частности, в орнитиновом цикле млекопитающих и рыб).
Аргинин является субстратом NO-синтаз в синтезе оксида азота NO, являющегося локальным тканевым гормоном с множественными эффектами — от противовоспалительного до сосудистых эффектов (вазодилатация) и стимуляции ангиогенеза.

## Содержание в продуктах питания
L-Аргинин встречается во многих продуктах питания, как животного, так и растительного происхождения. В таблице приведены данные по содержанию аргинина на 100 грамм продукта и указано содержание белка.
| Продукт                        | Белок    | Аргинин  | А/Б     |
| ------------------------------ | -------- | -------- | ------- |
| Свинина сырая                  | 20,95 г  | 1394 мг  | 0 6,7 % |
| Сырое куриное филе             | 21,23 г  | 1436 мг  | 0 6,8 % |
| Сырое филе лосося              | 20,42 г  | 1221 мг  | 0 6,0 % |
| Куриное яйцо                   | 12,57 г  | 0 820 мг | 0 6,5 % |
| Коровье молоко, 3,7 % жирности | 0 3,28 г | 0 119 мг | 0 3,6 % |
| Кедровые орехи                 | 13,69 г  | 2413 мг  | 17,6 %  |
| Грецкие орехи                  | 15,23 г  | 2278 мг  | 15,0 %  |
| Тыквенные семечки              | 30,23 г  | 5353 мг  | 17,7 %  |
| Пшеничная мука г/п             | 13,70 г  | 0 642 мг | 0 4,7 % |
| Кукурузная мука                | 0 6,93 г | 0 345 мг | 0 5,0 % |
| Рис нешлифованный              | 0 7,94 г | 0 602 мг | 0 7,6 % |
| Гречишный хлеб                 | 13,25 г  | 0 982 мг | 0 7,4 % |
| Горох сушёный                  | 24,55 г  | 2188 мг  | 0 8,9 % |

## Применение

### Лекарственные средства
Аргинин присутствует в рецептуре гепатопротекторов, иммуномодуляторов, кардиологических препаратов, лекарственных препаратов для ожоговых больных, больных ВИЧ/СПИД, а также в рецептурах средств для парентерального питания в послеоперационный период.
Проводится тестирование L-аргинина в качестве средства терапии инсультоподобных эпизодов при митохондриальном заболевании — синдроме MELAS.

### Пищевые добавки
Аргинин широко рекламируется как компонент БАД для бодибилдеров и спортсменов-тяжелоатлетов с целью улучшения питания мышц (например, в составе аргинин альфа-кетоглютарата). Также массово применяется аргинин и в пищевых добавках, рекламируемых «в целях стимулирования иммунитета». А также аргинин стимулирует выброс гормона роста, который, в свою очередь, влияет на омоложение всего организма, уменьшает количество подкожного жира, увеличивает анаболизм.
Аргинин является донором оксида азота, открытие биологических эффектов которого было удостоено Нобелевской премии в медицине.